# Benson Kiplangat
Benson Kiplangat (17 de junio de 2003) es un deportista keniano que compite en atletismo, especialista en las carreras de fondo y de campo a través. Ganó dos medallas en el Campeonato Mundial de Campo a Través de 2024, oro por equipo y bronce en la carrera individual.

## Palmarés internacional
| \| Campeonato Mundial \| Campeonato Mundial \| Campeonato Mundial \| Campeonato Mundial \| \| Año \| Lugar \| Medalla \| Prueba \| \| ------------------ \| ------------------ \| ------------------ \| ------------------ \| \| 2024 \| Belgrado (Serbia) \| Medalla de oro \| Equipo \| \| 2024 \| Belgrado (Serbia) \| Medalla de bronce \| Individual \| |                   |                   |            |
| Campeonato Mundial |                   |                   |            |
| Año | Lugar             | Medalla           | Prueba     |
| 2024 | Belgrado (Serbia) | Medalla de oro    | Equipo     |
| 2024 | Belgrado (Serbia) | Medalla de bronce | Individual |